# Defesa semieslava
A defesa Semi-Eslava é uma variação do Gambito da Dama, definida pela posição no xadrez alcançada após:
1. d4 d5
2. c4 e6
3. Cc3 Cf6
4. Cf3 c6
Esta posição também pode ser alcançada pelos mesmos movimentos, em outras ordens. Esta abertura assemelha-se a uma mistura do Gambito da Rainha Ortodoxo Rejeitado e a Defesa Eslava, com as pretas avançando peões para tanto c6 quanto e6.
Com 4...c6, as pretas ameaçam a capturar o peão branco na c4, e manter a posse do quadrado com ...b7-b5. As brancas podem evitar esta ameaça com 5.e3, embora este movimento bloqueie o bispo dos quadrados pretos a mover para g5. As brancas alternativamente optam pelo gambito do peão c4, via 5.Bg5, o Gambito Anti-Merano, que as pretas podem aceitar com 5...dxc4 6.e4 b5, levando a um jogo bastante acirrado, ou rejeitar com 5...h6, a Variação Moscou. Se as pretas utilizam a última variação, as brancas podem jogar 6.Bxf6 Qxf6, optando por liderança de desenvolvimento e um jogo mais livre, ou oferecer outro gambito com 6.Bh4!?, conhecido este como sistema Botvinnik. A Enciclopédia de Aberturas de Xadrez designa a Semi-Eslava com códigos D43-D49.

## Variante Merano
A principal variação da Semi-Eslava é a Variação Merano, 5.e3 Cbd7 6.Bd3 dxc4, onde o jogo normalmente prossegue com 7.Bxc4 b5 8.Bd3. Esta variação foi assim nomeada via a cidade de Merano, Itália, onde esta variação foi utilizada com sucesso por Akiba Rubinstein contra Ernst Grünfeld em um campeonato em 1924.